# Лохем (община)
Лохем (нидерл. Lochem) — община в провинции Гелдерланд (Нидерланды). Административный центр — одноимённый город Лохем.
Территория общины занимает 215,94 км², из которых 213,03 км² — суша. По данным на 1 августа 2020 года население общины составляло 33 847 человек.

## География
Община Лохем расположена к востоку от реки Эйссел и граничит с провинцией Оверэйссел на севере. Более крупные города в этом районе — это город Девентер в северо-западном направлении и город Зютфен в юго-западном направлении.

## Состав
Община состоит из следующих населенных пунктов (в скобках указано население на 2020 год):
- Алмен (1 185)
- Бархем (1 745)
- Эфде (4 380)
- Эпсе (2 050)
- Горссел (4 005)
- Харфсен (1 775)
- Йоппе (425)
- Кринг-ван-Дорт (275)
- Ларен (4 310)
- Лохем (13 550)